# 宮森小学校米軍機墜落事故
宮森小学校米軍機墜落事故（みやもりしょうがっこうべいぐんきついらくじこ）は、1959年6月30日にアメリカ合衆国統治下の沖縄・石川市（現：うるま市）で発生したアメリカ空軍機による航空事故。宮森小米軍ジェット機墜落事故と呼ばれることもある。

## 事故概要
1959年6月30日午前10時40分頃、米空軍F-100D 55-3633号機が操縦不能となった。パイロットは空中で脱出、機体は民家35棟をなぎ倒した後、石川市にある宮森小学校（現うるま市立宮森小学校）のトタン屋根校舎に衝突、さらに隣のコンクリート校舎を直撃し、炎上した。
事故直後から軍警消各部隊が事故現場へ急行し救助活動に当たった。被害者治療のために沖縄本島中部に在住する医師のほとんどが駆け付けた。
事故による火災は1時間後に鎮火したが、死者17人（小学生11人、一般住民6人）、重軽傷者210人、校舎3棟を始め民家27棟、公民館1棟が全焼、校舎2棟と民家8棟が半焼した。また、やけどによる後遺症で事故の17年後に1人が23歳で亡くなっており、死者の合計は18人となる（慰霊碑には2010年になって名前が追加された）。
事故当時、学校には児童・教職員ら約1000人がいた。当時は2時間目終了後のミルク給食の時間で、ほぼ全児童が校舎内にいた。特に直撃を受けた2年生の教室の被害が最も大きく、火だるまとなった子供達は水飲み場まで走り、そのまま次々と息絶えたと伝えられている。また、校舎から離れた場所には苦しみながらうずくまる児童や、負傷して横たわる人、泣きながら我が子を探す親もいたという。

## 事故原因
事故を起こした米軍機は、事故直前に中華民国（台湾）で整備が行われた後、沖縄の嘉手納基地に戻って整備不良が発見されたため、整備し直して試験飛行している最中に操縦不能に陥った。パイロットは機首を人家のない丘陵地帯に向けた後パラシュートで脱出したが、事故機は右へ旋回して宮森小学校へ墜落した。墜落直前に50 kg爆弾を海上投棄していたことが、1999年になって判明した。

## 事故補償
事故直後より全沖縄で反米感情が高まり、折りしも米軍による土地接収が強行されていた時期と重なって激しい抗議行動や補償要求が行われた。また当時の市長は賠償交渉を円滑に進める意図で事故の復旧に貢献したとして米軍へ感謝状を贈っている。
米軍はこの事故補償として総額11万9066ドルを支払った。死者は4500ドル、重傷者は障害に応じて2300 - 5900ドルが支払われた。但し、この額は被害者側の要求の1割程度に過ぎない。

## その他

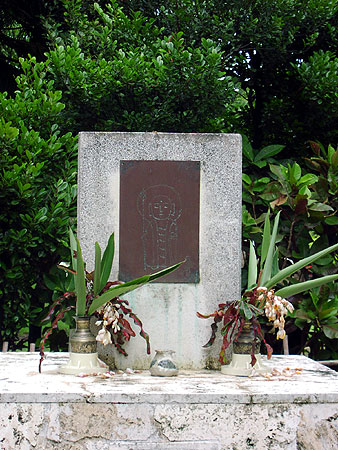
仲良し地蔵

- 宮森小学校中庭には、犠牲となった児童らを慰霊する「仲良し地蔵」が設置されており、毎年6月30日に児童らによる追悼式が行われている。
- 2008年4月に宮森小学校へ赴任した平良嘉男校長は、当時最も犠牲者が多かった2年生の生還者の1人である。
- この事故の報道は、報道体制が整ったばかりの沖縄テレビ放送取材で、フジテレビ（当時は共同テレビジョンニュース）のみならず、取材フィルムはNHKなど他局にも回され、東京テレビでも伝えられた。但し、沖縄初の民間向けテレビ局として開局した沖縄テレビ開局は同年11月1日であったため、沖縄では即時報道はされていない[要出典]。